# Język luo
Język luo – język nilo-saharyjski z zachodniego odłamu gałęzi nilotyckiej języków wschodniosudańskich, używany przez ponad 3 miliony członków plemienia Luo w prowincji Nyanza w Kenii, a także w znacznie mniejszym zakresie (przez ok. 300 tys. osób) w północnej Tanzanii, na wschód od Jeziora Wiktorii.
W ogólniejszym znaczeniu nazwa ta może odnosić się też do używanego przez ludy Luo zespołu języków luo – podgrupy zachodniego odłamu języków nilotyckich, do której zalicza się też wspomniany wyżej właściwy język luo oraz języki szylluk, aczoli, alur i inne, nie należą tu jednak języki nuer i dinka.